# Marre
Marre är en kommun i departementet Meuse i regionen Grand Est (tidigare regionen Lorraine) i nordöstra Frankrike. Kommunen ligger i kantonen Charny-sur-Meuse som tillhör arrondissementet Verdun. År 2022 hade Marre 181 invånare.

## Befolkningsutveckling
Antalet invånare i kommunen Marre
| Referens: INSEE |

## Galleri

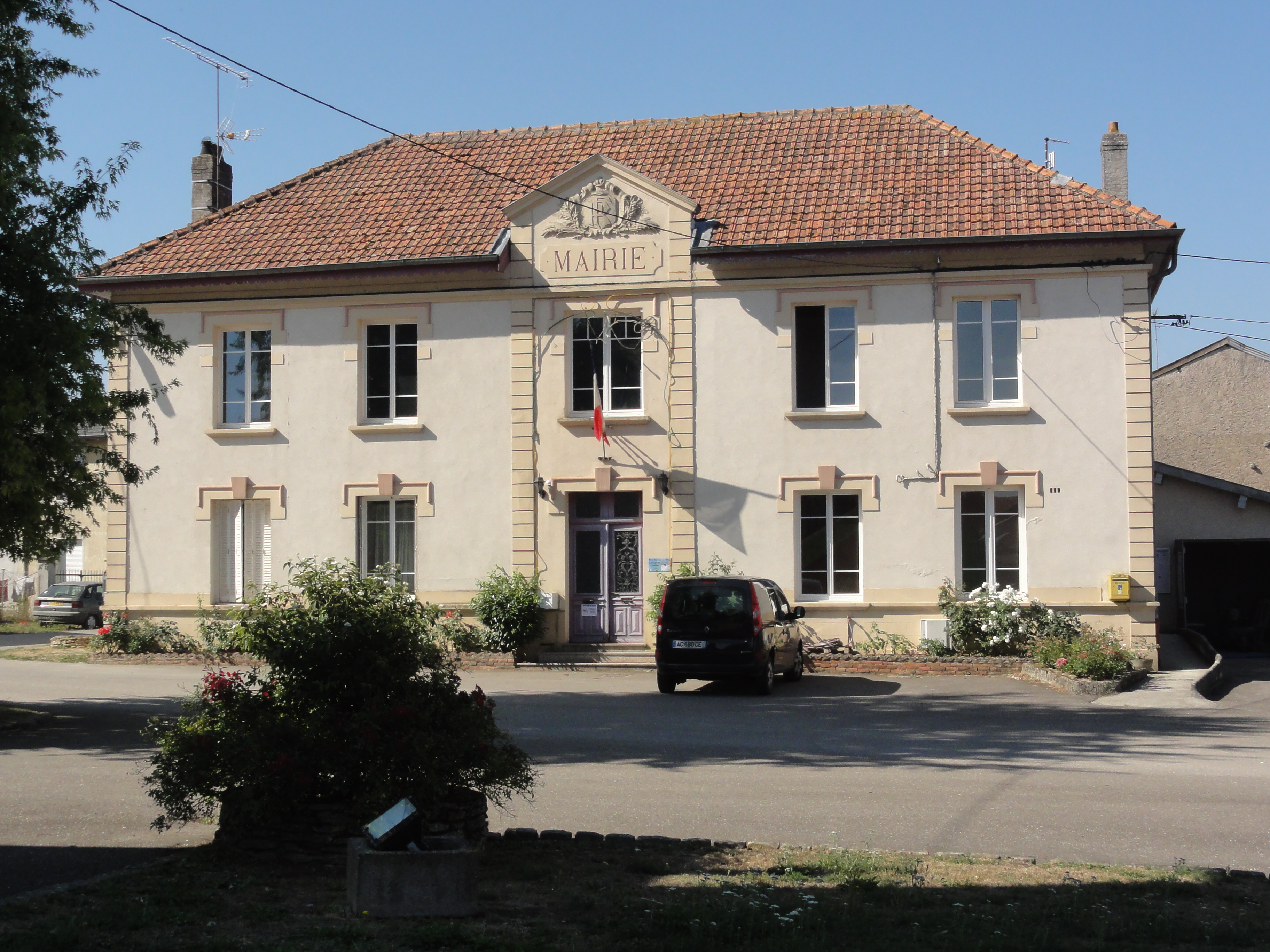
Mairie (Rådhus), 2015.
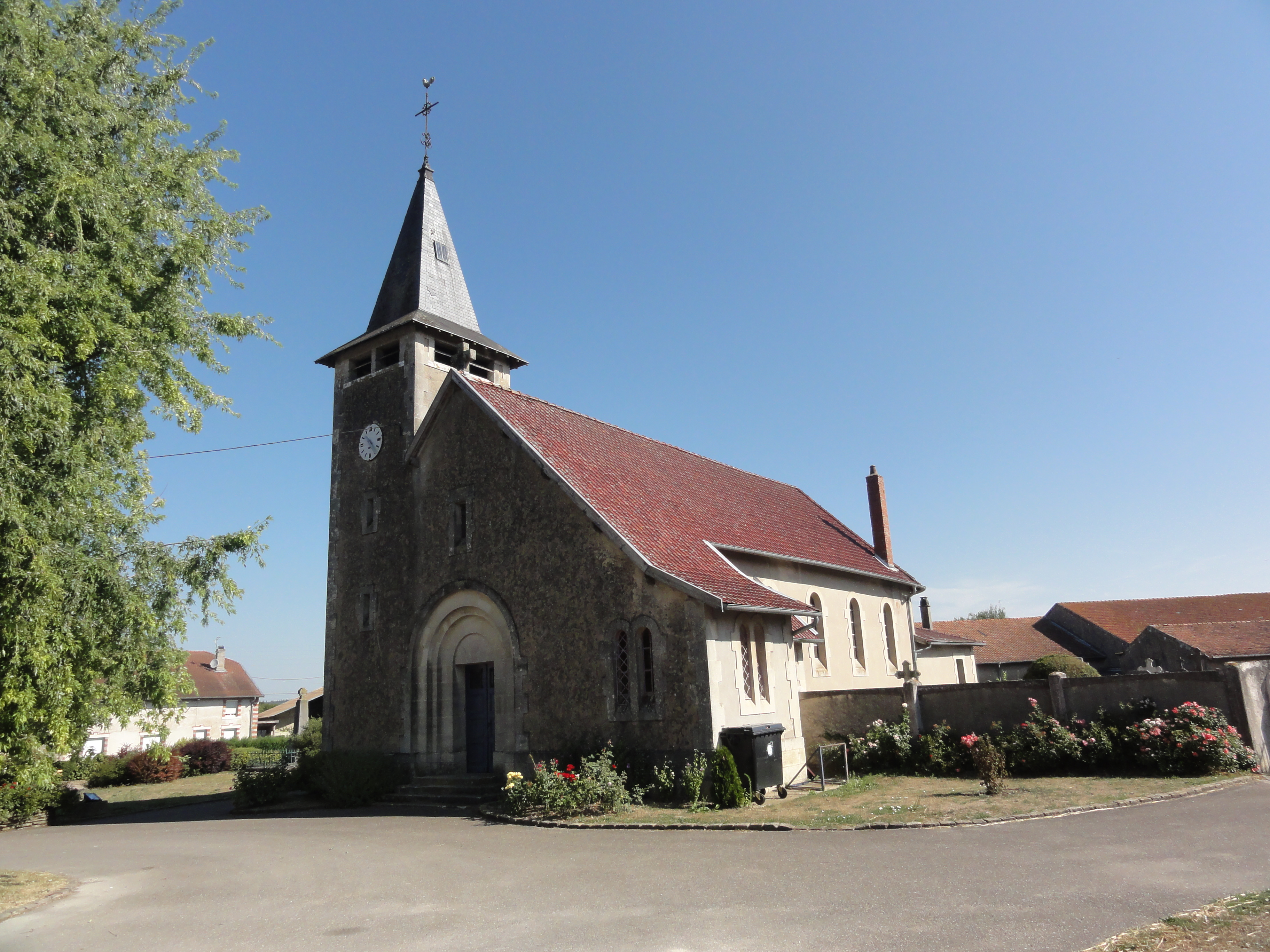
Katolska kyrka Saint-Saintin, 2015.